# Лазаренко, Фёдор (дзюдоист)
Фёдор Лазаренко (род. 4 марта 1966) — советский, молдавский и канадский самбист и дзюдоист, призёр чемпионата СССР по дзюдо 1989 года, чемпион и призёр чемпионатов Канады по дзюдо, бронзовый призёр чемпионата Европы по дзюдо 1993 года, победитель командного чемпионата Европы 1989 года, серебряный призёр чемпионата мира по самбо 1991 года, победитель и призёр международных турниров. По самбо выступал в лёгкой весовой категории (до 62 кг). В 1996 году эмигрировал в Канаду. Работал тренером по дзюдо в клубе «Moose Jaw Koseikan».

## Спортивные результаты
- Чемпионат СССР по дзюдо 1989 года — ;
- Чемпионат Канады по дзюдо 1999 года — ;
- Чемпионат Канады по дзюдо 2000 года — ;
- Чемпионат Канады по дзюдо 2001 года — ;